# Amplinus xilitlus
Amplinus xilitlus är en landlevande mångfotingart med dokumenterad utbredning i Mexiko, som beskrevs av Ralph Vary Chamberlin 1943. Amplinus xilitlus ingår i släktet Amplinus och familjen Aphelidesmidae. Inga underarter finns listade i Catalogue of Life.